# Koppar(I)klorid
Koppar(I)klorid eller kopparmonoklorid (kemisk formel CuCl) är en förening mellan koppar och klor.

## Egenskaper
Även om kopparmonoklorid är olösligt i rent vatten så ökar de negativa jonerna i surt vatten lösligheten. Ämnet är lösligt i vätehalider, cyanider och ammoniak.
Lösningar av kopparmonoklorid i saltsyra eller ammoniak kan binda koldioxid och acetylen. Ammoniaklösningen och acetylen bildar den explosiva föreningen kopparacetylid (Cu2C2).
{\displaystyle {\rm {2\ CuCl+C_{2}H_{2}\rightarrow Cu_{2}C_{2}+2\ HCl}}}

## Användning
Det huvudsakliga användningsområdet för kopparmonoklorid är för tillverkning av bekämpningsmedlet kopparoxiklorid (Cu3Cl2[OH]4).
{\displaystyle {\rm {12\ CuCl+6\ H_{2}O+3\ O_{2}\rightarrow 4\ Cu_{3}Cl_{2}(OH)_{4}+2\ CuCl_{2}}}}